# Rodeo de Castilblanco

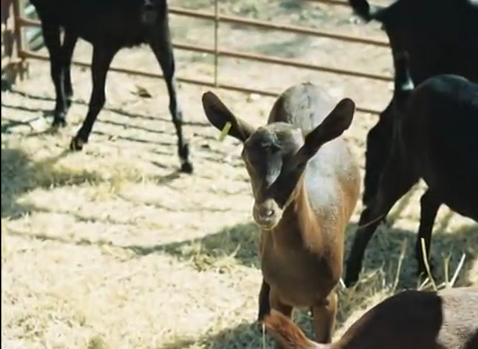
Ganado caprino expuesto en el Rodeo de Castilblanco 2008

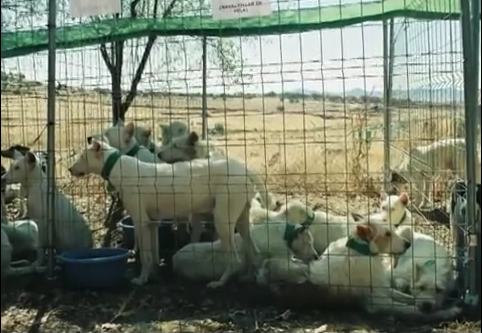
Jauría expuesta en el Rodeo de Castilblanco 2008

El Rodeo de Castilblanco es una feria ganadera que se celebra anualmente en el mes de septiembre en Castilblanco (Extremadura, España).
El Rodeo de Castilblanco se celebra al menos desde la década de 1930, con una gran repercusión en Extremadura y en las provincias limítrofes de Castilla-La Mancha y Andalucía. Al carácter puramente mercantil del Rodeo se sumaron posteriormente actividades de carácter festivo, dando lugar a la feria tal y como hoy es conocida, combinándose actividades económicas y recreativas como actuaciones musicales, degustaciones gastronómicas y competiciones deportivas. La feria se celebra en el paraje de San Matías.
Se exponen artículos agropecuarios y reses ovinas, caprinas, bovinas y también jaurías de perros de caza. Las actividades con caballos son también frecuentes.

## Historia
El Rodeo de Castilblanco se celebra al menos desde la década de 1930, con una gran repercusión en Extremadura y en las provincias limítrofes de Castilla-La Mancha y Andalucía. A finales de los años 50 y durante los años 60 la feria comenzó a declinar a causa de las difíciles comunicaciones y la fiebre aftosa. Posteriormente comenzaron los intentos de recuperar la feria que la han llevado a tener la importancia que tenía antes de la década de los 50.